# Dealu Ștefăniței
Dealu Ștefăniței település Romániában, Erdélyben, Beszterce-Naszód megyében.

## Fekvése
Dealul Ştefăniţei Beszterce-Naszód megye legészakibb faluja, Máramaros megye határától 2 km-re, Romolytól 2 km-re fekvő román lakosságú falu a 17C út és a vasútvonal mellett.[forrás?]

## Története
Korábban Romoly része volt, 1956-ban vált külön 553 lakossal. 1977-ben 503 lakosából 498 román, 4 magyar volt. 1992-ben 485 lakosából 484 román volt.      

## Képek

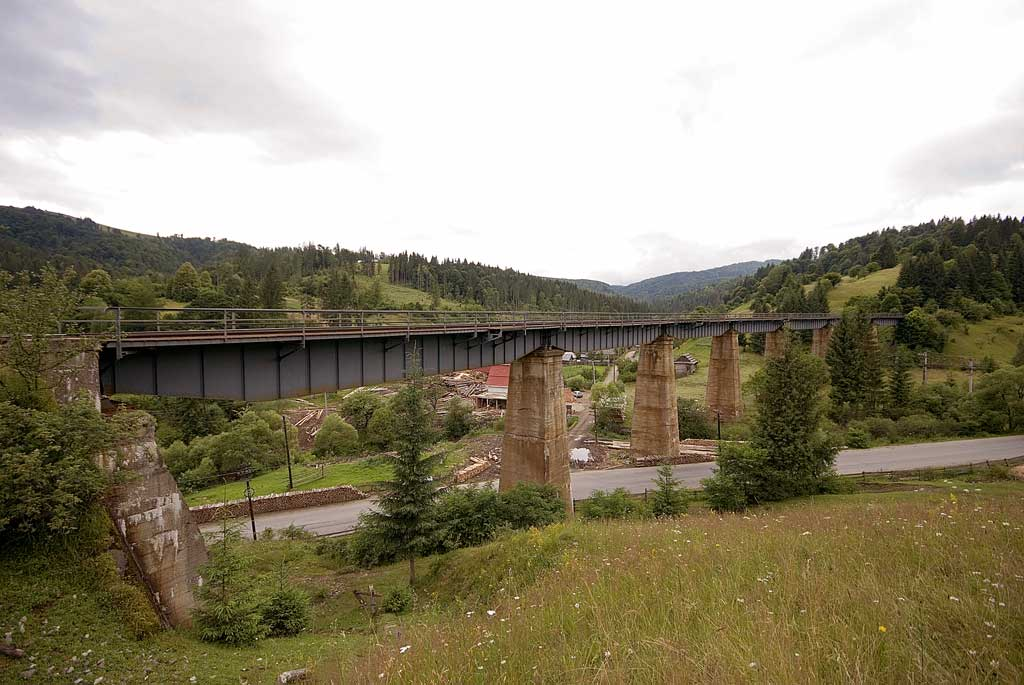
A település melletti viadukt
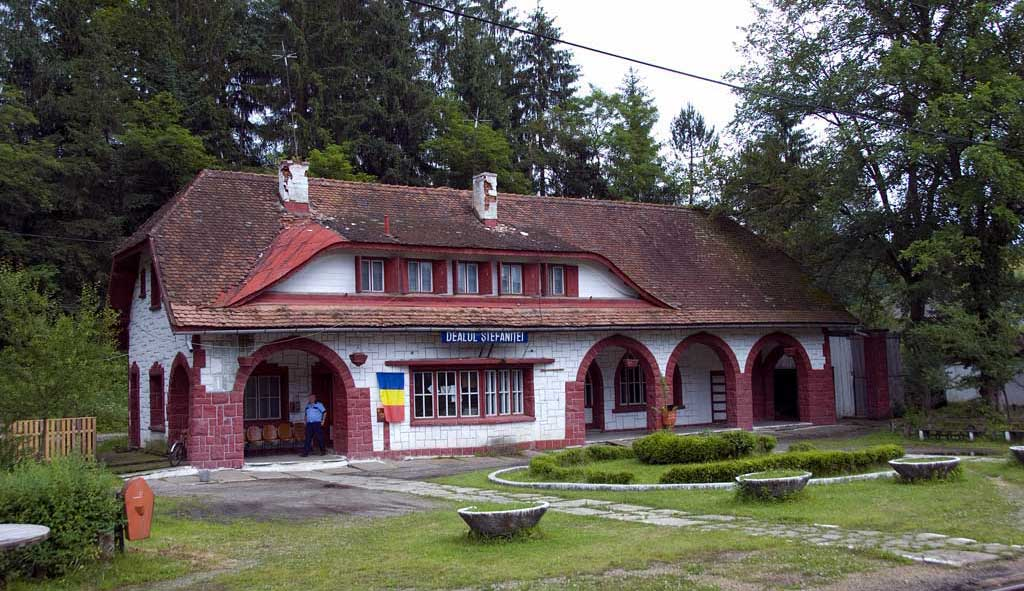
A vasútállomás